# European Newspaper Award

Signet des Wettbewerbs

Der European Newspaper Award gilt als der größte europäische Zeitungs-Wettbewerb. Der Zeitungsdesigner Norbert Küpper gründete den Wettbewerb im Jahr 1999 und veranstaltet ihn auch. Auf der Website des Wettbewerbs heißt es: „Der Wettbewerb ist unabhängig. Er wird ausschließlich über die Teilnahmegebühren finanziert. Um diese Unabhängigkeit sicherzustellen, gibt es auch keinerlei Sponsoren.“

## Modalitäten
Der Wettbewerb will den Informationsaustausch zum Thema Zeitungsdesign und Zeitungskonzeption innerhalb Europas verbessern und soll zu neuen, kreativen Lösungen beim Editorial Design beitragen. Eine internationale Jury, die sich aus Journalisten, Medienwissenschaftlern und Grafikdesignern zusammensetzt, begutachtet gemeinsam die Druckausgaben der eingeschickten Zeitungsexemplare. Neben einer Tagesausgabe wird bei Tageszeitungen auch ein Samstagsexemplar erbeten. Journalisten einer Zeitung, die in einer bestimmten Kategorie teilnimmt, sind in dieser Kategorie von der Jurorentätigkeit ausgeschlossen. Seit 2018 akzeptiert man auch PDF-Dateien, da „viele Verlage […] kein Archiv mehr für gedruckte Zeitungen“ haben. Die Teilnahmegebühren betrugen 250 € im Jahr 2018 und die Auszeichnungen sind undotiert.
Der European Newspaper Congress (ENC) wurde ebenfalls von Norbert Küpper gegründet und 2019 umfirmiert in European Publishing Congress (EPC). Der Medienfachverlag Oberauer bei Salzburg veranstaltet mit Küpper auch den European Publishing Congress. Der European (Newspaper) Publishing Congress findet jährlich statt und dient zur festlichen Verleihung der vier Hauptpreise sowie den Awards of Excellence, die 2018 in 18 Kategorien vergeben wurden. Die Konzepte und das Design der Hauptpreisträger werden in Vorträgen visuell präsentiert.
Der Kongress tagte erstmals im Krönungssaal des Aachener Rathauses. Im Jahr 2016 fand die Veranstaltung zum dreizehnten Mal in Wien statt. Die Wiener Stadtverwaltung stellte dafür den großen Festsaal im Wiener Rathaus zur Verfügung. Beim 17. European Newspaper Congress im Mai 2016 nahmen mehr als 500 Journalisten, Verlagsmanager und Medienwissenschaftler aus 39 Ländern teil. Im Oktober 2020 tagt der European Publishing Congress im Schloss Schönbrunn.
Es werden insgesamt vier Hauptpreise verliehen:
- Lokalzeitung
- Regionalzeitung
- überregionale Zeitung
- Wochenzeitung

Für den 11. Award (2009) bewarben sich 241 Zeitungen und im 12. Jahrgang waren es 219 Zeitungen. Beim 14. Wettbewerb (2012) haben 226 Zeitungen aus 27 Ländern teilgenommen.
Die Jurybeurteilungen der Zeitungsgestaltungen sind im Buchhandel als DVD-ROM erhältlich unter dem Titel Zeitungsdesign ...: Die Ergebnisse des ... European Newspaper Award.

## Liste aller Hauptpreisträger
| Nr. | Jahr | Lokalzeitung                        | Regionalzeitung               | Überregionale Zeitung    | Wochenzeitung                          | Sonderpreis                                                      |
| --- | ---- | ----------------------------------- | ----------------------------- | ------------------------ | -------------------------------------- | ---------------------------------------------------------------- |
| 26  | 2024 | JM Madeira                          | el Periódico                  | Trouw                    | Frankfurter Allgemeine Sonntagszeitung |                                                                  |
| 25  | 2023 | Naftemporiki                        | Der Tagesspiegel              | nrc.next                 | der Freitag                            |                                                                  |
| 24  | 2022 | Las Provincias                      | Bergens Tidende               | De Morgen                | NZZ am Sonntag                         | Het Financieele Dagblad, Voor.kennis                             |
| 23  | 2021 | Hallingdølen                        | Ara                           | De Tijd                  | Expresso                               | De Volkskrant Hamburger Abendblatt                               |
| 22  | 2020 | Contacto                            | Het Parool                    | De Volkskrant            | Die Zeit                               | Financial Times Adresseavisen De Volkskrant Hamburger Abendblatt |
| 21  | 2019 | Fædrelandsvennen                    | Leeuwarder Courant            | Público                  | FT Weekend                             | Fuldaer Zeitung                                                  |
| 20  | 2018 | Sunnhordland                        | Adresseavisen                 | Het Financieele Dagblad  | der Freitag                            |                                                                  |
| 19  | 2017 | Tageblatt                           | De Limburger                  | Handelsblatt             | Morgenbladet                           |                                                                  |
| 18  | 2016 | Hufvudstadsbladet                   | Het Parool                    | Politiken                | Frankfurter Allgemeine Sonntagszeitung |                                                                  |
| 17  | 2015 | Kvinnheringen                       | Ara                           | de Morgen                | Expresso                               | Público Souriatna                                                |
| 16  | 2014 | The Mayo News                       | De Twentsche Courant Tubantia | Público                  | SonntagsZeitung                        |                                                                  |
| 15  | 2013 | Hallingdølen                        | Leeuwarder Courant            | de Volkskrant            | Welt am Sonntag                        | Público The Moscow News                                          |
| 14  | 2012 | Bygdanytt                           | El Correo                     | De Tijd Trouw            | Die Zeit                               | Welt am Sonntag Kompakt                                          |
| 13  | 2011 | Hordaland                           | Berliner Morgenpost           | Berlingske               | NZZ am Sonntag                         |                                                                  |
| 12  | 2010 | Diário de Notícias da Madeira       | Bergens Tidende               | Politiken                | Sunday Herald                          | Gealscéal Frankfurter Rundschau iPad                             |
| 11  | 2009 | Smålandsposten                      | Stuttgarter Zeitung           | I informação             | n. a.                                  | 24 sata                                                          |
| 10  | 2008 | Diári de Balears                    | Basler Zeitung                | Svenska Dagbladet        | Athens Plus                            | nrc next                                                         |
| 9   | 2007 | The Mayo News                       | el Periódico de Catalunya     | Eleftheros Tipos         | Welt am Sonntag                        |                                                                  |
| 8   | 2006 | Hufvudstadsbladet                   | Bergens Tidende               | De Morgen                | Expresso                               | Superdeporte                                                     |
| 7   | 2005 | Östersunds Posten                   | Kleine Zeitung                | The Guardian             | Die Zeit Presso                        |                                                                  |
| 6   | 2004 | Diario de Noticias, Huarte-Pamplona | Het Parool                    | De Morgen                | Sentinel Sunday Bergens Tidende        |                                                                  |
| 5   | 2003 | Goienkaria                          | Heraldo de Aragon             | Corriere della Sera      | Sunday Tribune                         | La Voz de Galicia                                                |
| 4   | 2002 | Tønsbergs Blad                      | Bergens Tidende               | Ta Nea                   | Frankfurter Allgemeine Sonntagszeitung |                                                                  |
| 3   | 2001 | n. a.                               | n. a.                         | Diário de Notícias Trouw | Independent on Sunday                  |                                                                  |
| 2   | 2000 | Laagendalsposten                    | El Correo                     | The Guardian             | Die Woche                              |                                                                  |
| 1   | 1999 | Firda                               | Dagblad De Limburger          | Die Welt                 | n. a.                                  |                                                                  |